# Barreira fronteiriça de Ceuta

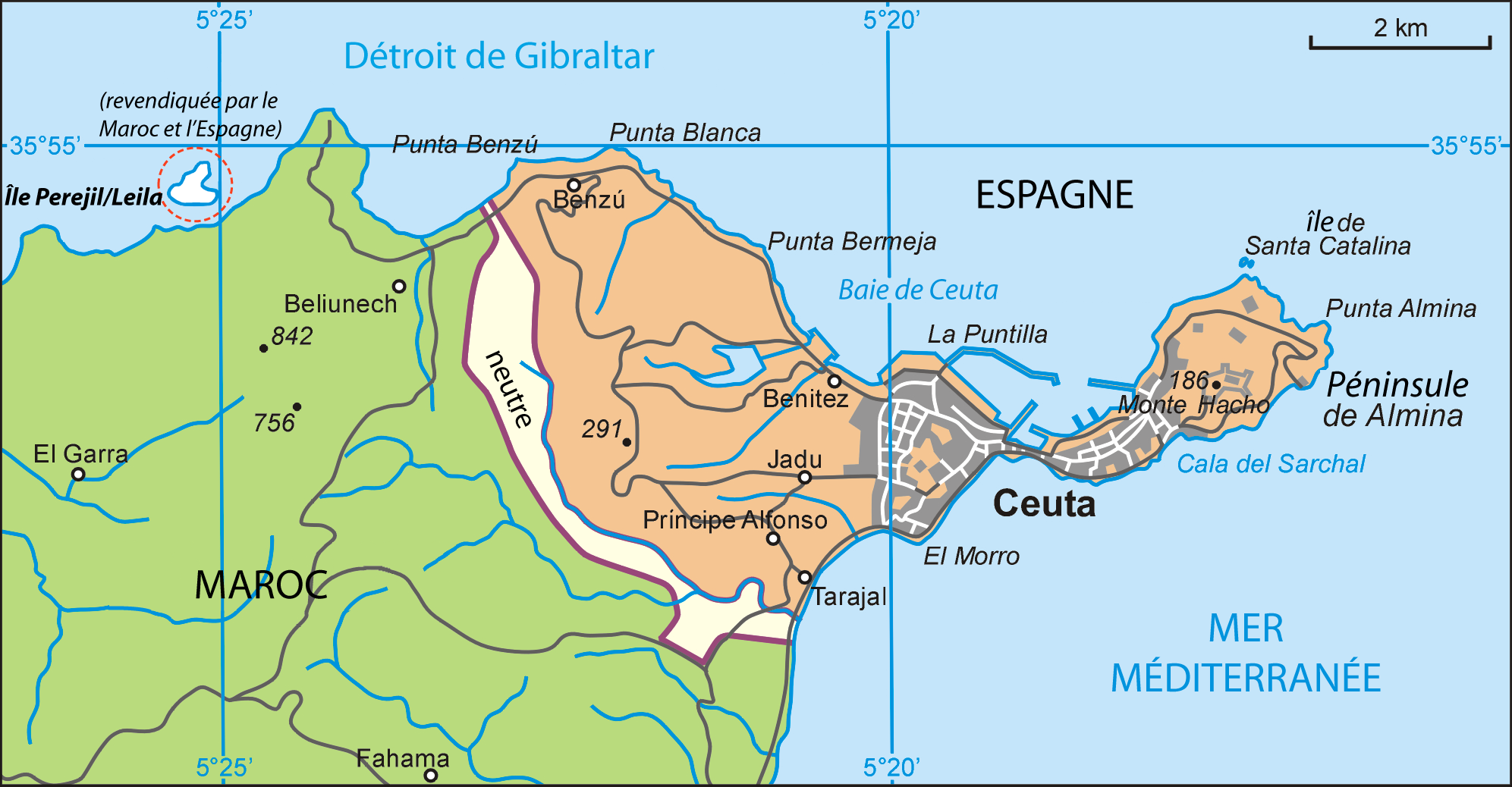
O Muro está colocado junto à fronteira Espanha-Marrocos.

A barreira fronteiriça de Ceuta é uma estrutura de separação que marca a fronteira internacional entre a Espanha e o Marrocos na cidade de Ceuta, no extremo norte do continente africano. Construída pelo estado espanhol, a barreira tem como objectivo principal impedir a imigração ilegal para o território da União Europeia e ainda o contrabando. Teve um custo de cerca de 30 milhões de euros, pagos em parte pela União Europeia.
É constituído por barreiras metálicas paralelas com três metros de altura, encimados por arame farpado, postos de vigilância e caminhos entre barreiras para circulação de veículos de vigilância. O sistema é completado por redes de sensores subterrâneos de ruído e de movimento, luzes de grande potência, videovigilância e equipamentos de visão nocturna.
Têm-se registado tentativas de passagem em massa, como as ocorridas em setembro de 2005. Estão em curso ou planeados trabalhos de reforço do sistema, nomeadamente com a subida da altura dos muros para 6 metros.